# Pastel de roca
Un pastel de roca, también llamado pan de roca, es un pequeño pastel de fruta con una superficie áspera, parecida a una roca.
Los pasteles de roca se originaron en Gran Bretaña, donde son una delicia tradicional a la hora del té, pero ahora son populares en muchas partes del mundo. Fueron promocionados por el Ministerio de Alimento durante la Segunda Guerra Mundial, ya que son fácil de hacer para los niños, y requieren menos huevos y azúcar que los pasteles ordinarios, en un momento de racionamiento estricto. Las recetas tradicionales se hacían con copos de avena, que era más disponible que la harina blanca.

## Receta
Una receta típica moderna para 12 pasteles requiere cerca de 200 gramos de harina, 100 gramos de mantequilla o margarina, 50 gramos de azúcar, 1 huevo batido, 1 cucharadita de levadura química, 2 cucharadas de leche, 150 gramos de fruta seca como corintos, pasas de uva, cáscaras de naranja confitada, etc., y una pizca de nuez moscada y especias. Usualmente, la harina y mantequilla son mezcladas hasta que la mezcla se parezca a migas de pan; luego los demás ingredientes se agregan para crear una masa dura, que se deja caer de una cuchara a una bandeja para hornear o formada con dos tenedores. Los pasteles (opcionalmente espolvoreados con azúcar y canela) se cuecen al horno cerca de 15 minutos a 200 °C, manteniendo una forma irregular y de contorno.

## En cultura popular
Los pasteles de roca se mencionan como una alternativa a las donas en la película de 1940 Night Train to Munich. También son una característica común en la popular serie de Harry Potter.